# Hugh-Leifson-Test
Der Hugh-Leifson-Test, auch Oxidations-Fermentations-Test oder OF-Test, dient in der Mikrobiologie zur Untersuchung von Bakterien auf ihre Fähigkeit zur Säurebildung aus Kohlenhydraten unter oxischen und unter anoxischen Kulturbedingungen. Das erlaubt Rückschlüsse darauf, ob sie Kohlenhydrate oxidativ oder fermentativ abbauen. Dieses wiederum sind charakteristische Merkmale verschiedener Bakterien und dienen deshalb ihrer Unterscheidung und Identifizierung. 
Dazu werden die Mikroorganismen in einem Hochschichtagarröhrchen kultiviert, welches einen pH-Indikator wie beispielsweise Bromthymolblau enthält. Bromthymolblau ändert bei Säurebildung seine Farbe, wodurch sich eine Säurebildung feststellen lässt. Außerdem kann mit Hilfe eines Paraffinverschlusses Wachstum bei Ausschluss von Sauerstoff, also anaerobe Lebensweise angezeigt werden. Bei Aerobiern würde in einem mit Paraffin luftdicht verschlossenen Röhrchen aufgrund des Sauerstoffmangels kein Wachstum stattfinden, außer sie seien fakultativ anaerob. Gegebenenfalls kann durch den Paraffinverschluss Gasbildung nachgewiesen werden, indem sich gebildetes Gas zwischen dem Agarmedium und dem Paraffinpfropfen ansammelt.
Erstmals beschrieben wurde der Test 1953 von Rudolph Hugh und Einar Leifson, nach denen er auch benannt wurde.